# SBB Am 843 sorozat
Az SBB Am 843 sorozat négytengelyes dízel-hidraulikus tolatómozdony-sorozat, melyet a Vossloh Locomotives gyártott 2003 és 2009 között, összesen 83 példányban. A típust a több mint hatvan éves SBB Bm 4/4 és SBB Bm 6/6 sorozatok leváltására tervezték a Svájci Szövetségi Vasutak (SBB) számára, melynek az infrastrukturális, a személy- és a teherszállító részlege is alkalmazza azt.

## Történet
A típust a Svájci Szövetségi Vasutak (SBB) infrastrukturális részlege elsősorban a nagy rendező pályaudvarokon, a személyszállító részlege Bázelben és Chiassóban, míg a teherszállítási részlege, az SBB Cargo elsősorban a helyi teherszállítási feladatok elvégzésére használja.
Az SBB-nek leszállított 76 példányon felül négy gépet szállítottak a BLS AG-nak (Am 843 501−843 504) és hármat a Sersának (Am 843 151−843 153).
Az SBB Am 843-asok közül öt példányt (843 091−843 095) németországi használatra is felszereltek; ezek PZB vonatbefolyásoló berendezést és jobb oldali vezetőállást kaptak. Ezeket többek között Weil am Rheinban, Karlsruhében és a Freiburg im Breisgau-i RoLa-terminál helyi kiszolgálására használják.
2021. április 23-án az Am 843 091 tolatási feladatok ellátása során súlyos balesetet szenvedett Archban. A mozdonyt 2021. november végén átadták az Alstom Stendalnak, hogy az megvizsgálja a gép áramszedőről és akkumulátorokról való energiaellátása. Miután az SBB 2022 folyamán lemondott erről a projektről, a mozdony selejtezése mellett döntöttek. Erre 2024. január 11-én került sor, feltehetően Stendal közelében.
2023 augusztusában a svéd Nordic Re-Finance és az SBB Cargo 44 Am 843 mozdonyra vonatkozó visszlízingszerződést írt alá. A mozdonyok legalább öt évig Svájcban maradnak, majd ezt követően főként Svédországba kerülnek, ahol a T43 és a T44 típusú mozdonyokat váltják le.
A Vossloh a spanyolországi Aceralia acélmű számára is gyártott négy példány, az Am 843-mal megegyező műszaki tartalommal rendelkező, 1668 milliméteres ibériai nyomtávolságú mozdonyt.

## Műszaki jellemzők
Az Am 843 a szigorú svájci környezetvédelmi előírásoknak való megfelelés érdekében az első olyan mozdony a teljesítménykategóriájában, amelyet gyárilag részecskeszűrővel szereltek fel. Ennek ellenére megjegyezendő, hogy a svájci vasúti hálózat 99 százaléka villamosított. Az üzemeltetők számára a dízelmozdonyok előnye, hogy a nem villamosított mellékvágányokra történő szállítások esetében nem kell mozdonyt cserélni.
Az Am 843 a kieli Vossloh Locomotives vasúti járműgyártó G 1206 és G 1700-2 BB típusú, szabványos dízel-hidraulikus mozdonyain alapul, de azoktól eltérően a Svájcban szokásos baloldali közlekedésre tervezték, így a vezérlőpaneleket, az ajtókat és a kipufogócsövet a G 1206-hoz és a G 1700-2 BB-hez viszonyítva szimmetrikusan rendezték el. Emellett sárvédővel ellátott elülső korlátot és integrált felső lámpákat is kapott. Az összes SBB-mozdony Integra-Signum és ZUB 262ct vonatbefolyásoló rendszerekkel van felszerelve, így a fővonali közlekedésben is használhatóak. Az SBB infrastrukturális részlege (SBB Infra) által használt huszonnyolc mozdony (Am 843 001–028) és a BLS AG mozdonyait (Am 843 501−843 504) ETCS Level 2 automatikus vonatbefolyásoló rendszerrel szerelték fel, hogy az ETCS Level 2 rendszerrel telepített Mattstetten–Rothrist és Frutigen–Visp nagysebességű vasútvonalakon munkavonatokat tudjanak közlekedtetni.
Az Am 843 064 pályaszámú mozdonyt 2018 augusztusában az SBB Cargo „egyszemélyes tolatási műveletek” (Ein-Personen-Rangierbetrieb) programjának keretében a Voith új, Scharfenberg típusú „CargoFlex” hibrid kapcsolókészülékével szerelték fel.

## Galéria

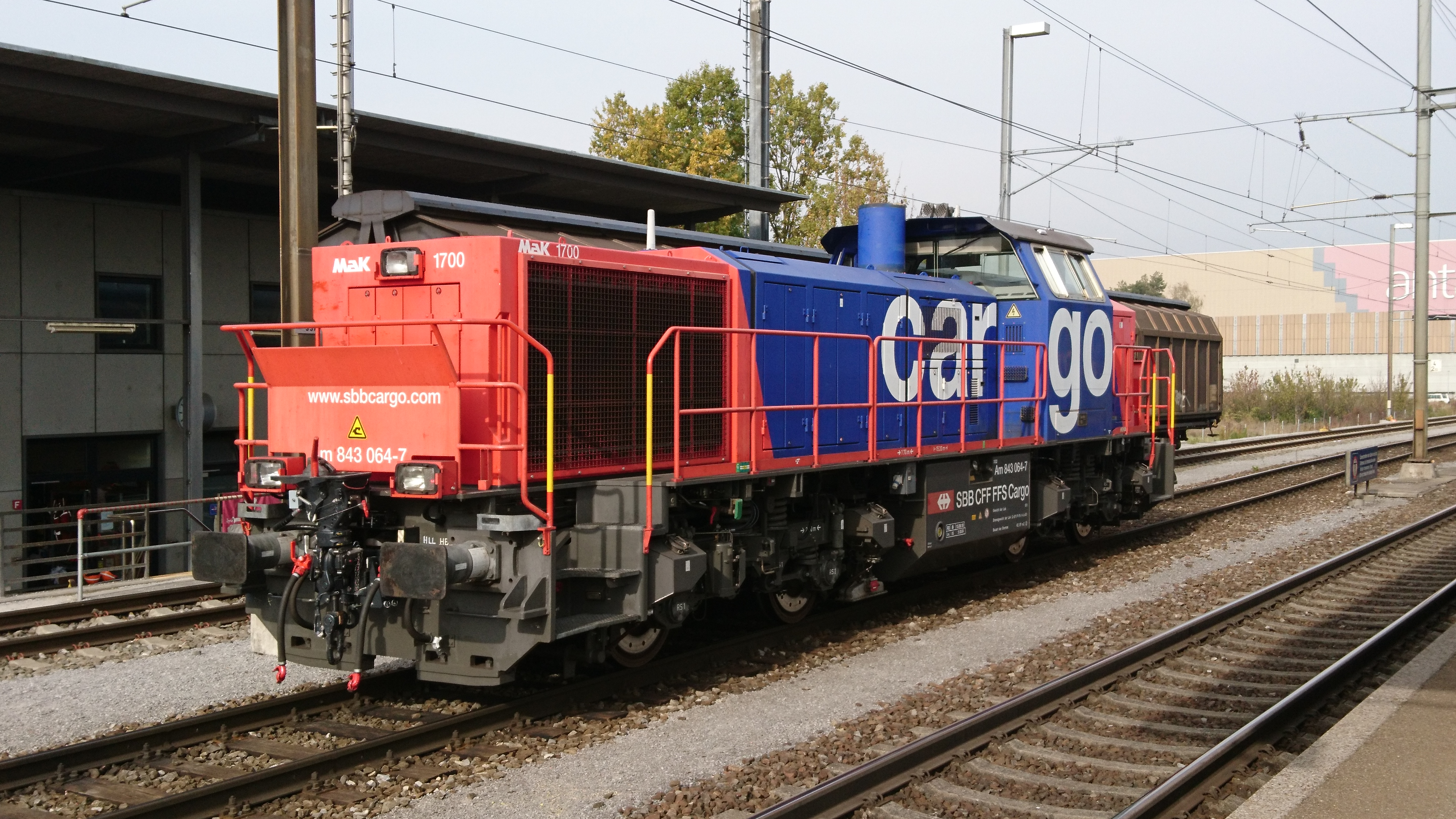
A CargoFlex kapcsolókészülékkel felszerelt SBB Am 843 064 Lupfigban
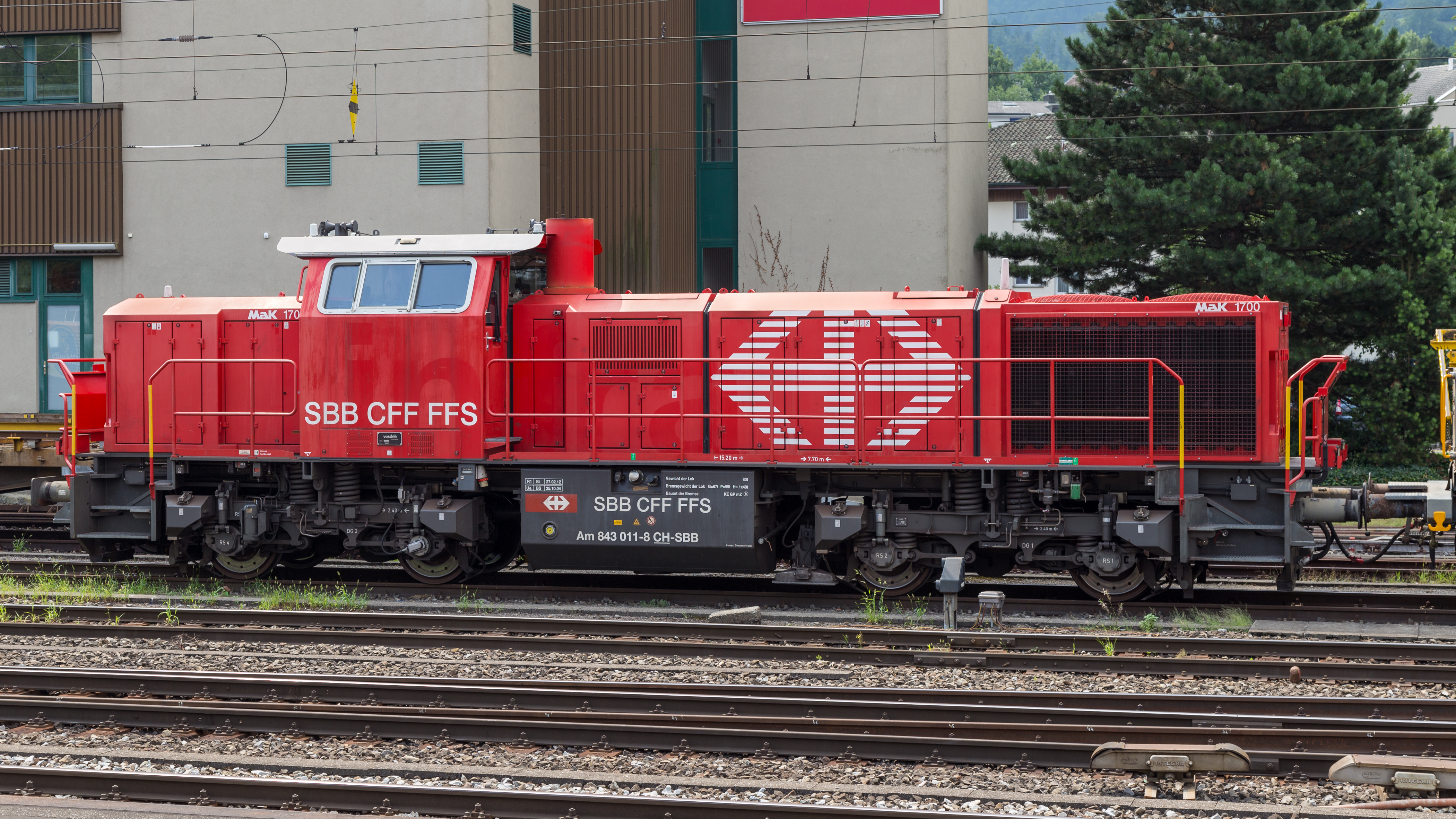
Az SBB infrastrukturális részlegének állományát képező Am 843 011
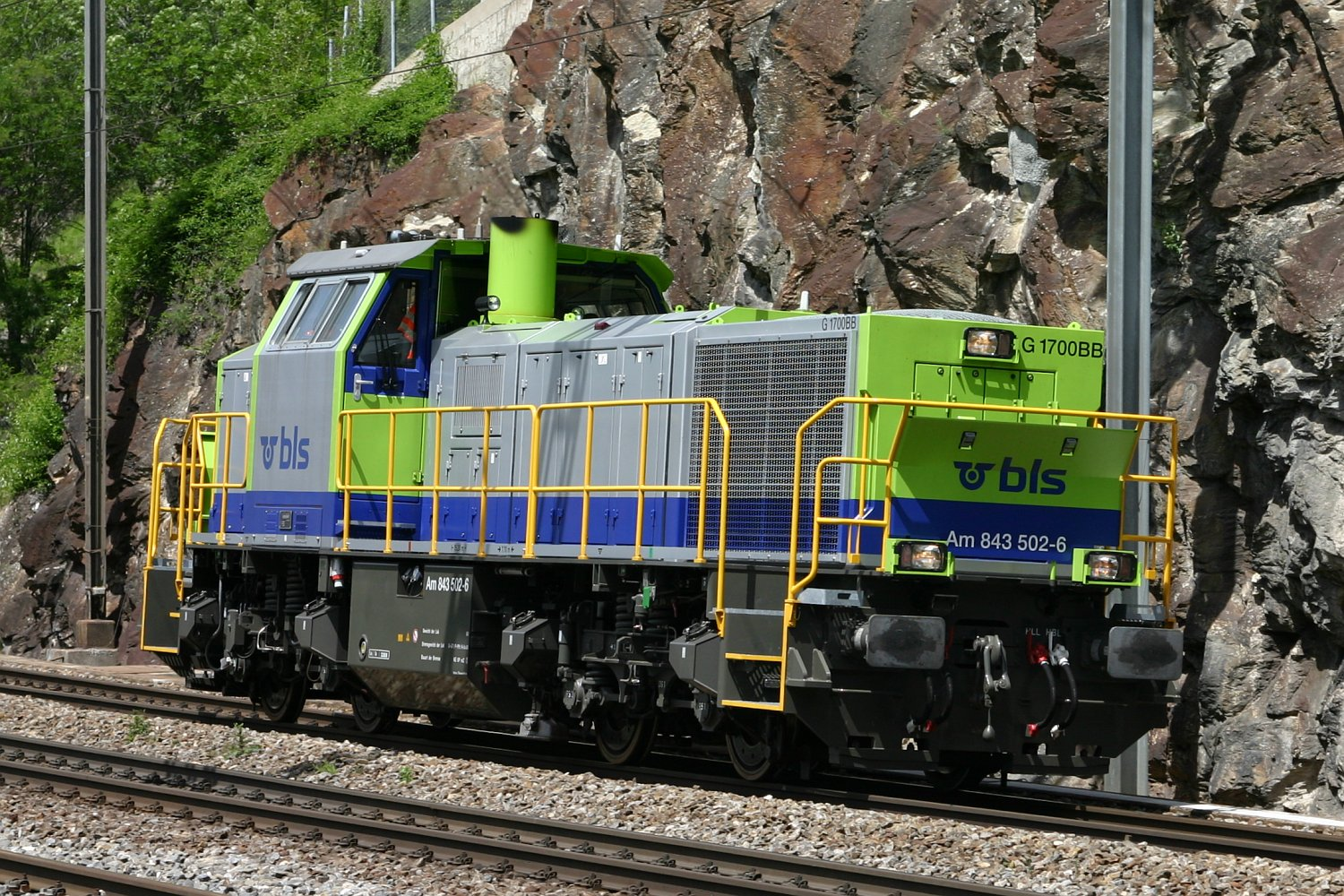
A BLS Am 843 502 pályaszámú mozdonya Laldenben
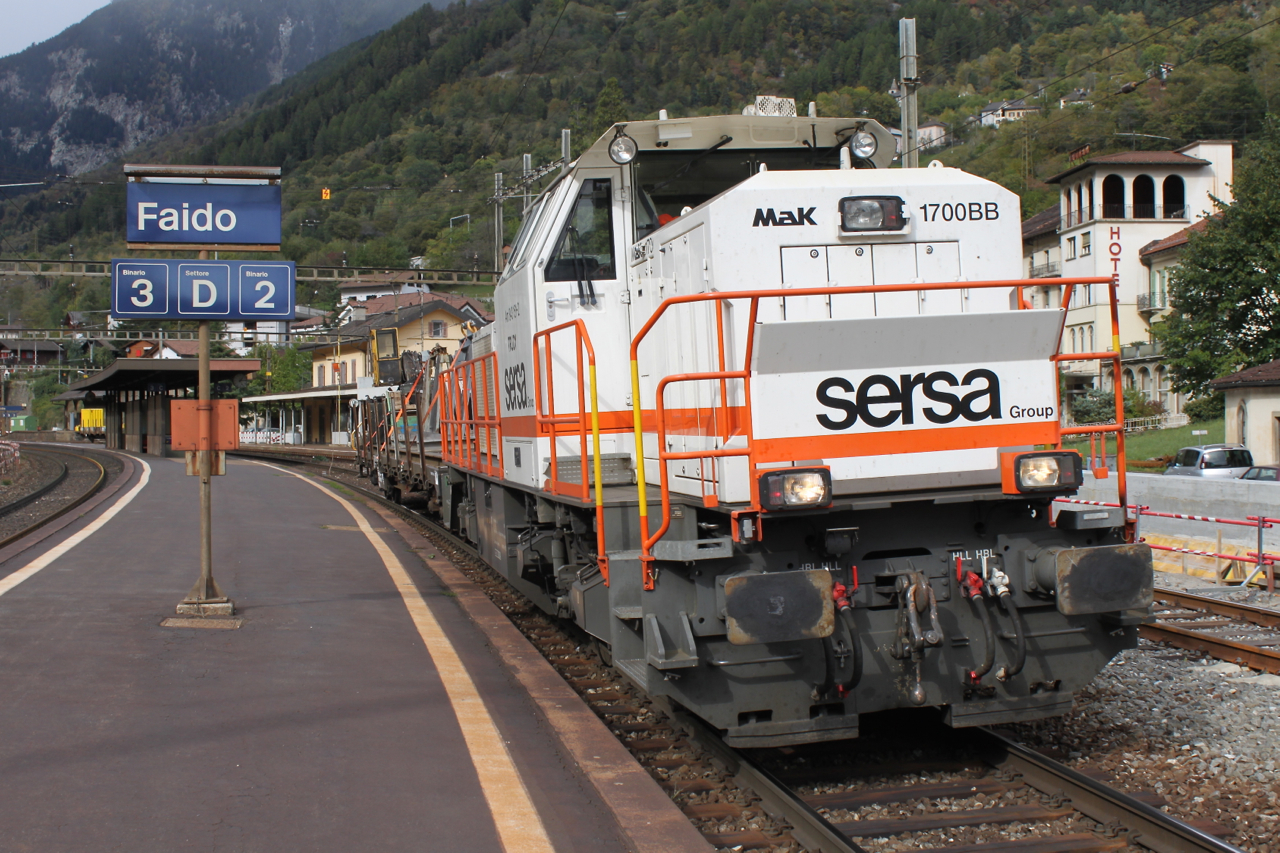
A Sersa Am 843 151 pályaszámú mozdonya Faidóban

## Fordítás
- Ez a szócikk részben vagy egészben  a   SBB Am 843 című német Wikipédia-szócikk ezen változatának fordításán alapul.  Az eredeti cikk szerkesztőit annak laptörténete sorolja fel. Ez a jelzés csupán a megfogalmazás eredetét és a szerzői jogokat jelzi, nem szolgál a cikkben szereplő információk forrásmegjelöléseként.